# Die Erbin (Roman)
Die Erbin (Originaltitel: Sycamore Row) ist ein Roman des US-amerikanischen Autors John Grisham, der 2013 bei Doubleday, New York veröffentlicht wurde. Die deutsche Übersetzung von Kristiana Dorn-Ruhl, Bea Reiter und Imke Walsh-Araya erschien erstmals 2014 bei Heyne, München. Das Buch spielt im Jahre 1988 und ist eine direkte Fortsetzung von Grishams erstem Roman Die Jury. Wie dieser hat es den Anwalt Jake Brigance als Hauptfigur.

## Handlung
In der fiktiven Kleinstadt Clanton im Bundesstaat Mississippi – eigentlich Canton –, drei Jahre nach den spektakulären Ereignissen um den Prozess von Carl Lee Hailey, soll ein Mann seinen Chef Seth Hubbard an einem Sonntag um zwei Uhr nachmittags bei einer Platane auf dessen Grundstück treffen. Dort entdeckt er, dass sich Seth Hubbard an der Platane erhängt hat, weil ihm sein Lungenkrebs im Endstadium zu große Schmerzen bereitet hat. Vor seinem Tod hat Seth Hubbard noch sehr genaue Anweisungen zu seiner Beisetzung hinterlassen.
Unterdessen ist das Leben von Jake Brigance, der Carl Lee Hailey bei dessen Mordprozess vertreten hat, noch immer von den Folgen dieses Prozesses gezeichnet. Damals wurde sein aufwändig renoviertes historisches Haus vom Ku-Klux-Klan – der ihn einschüchtern wollte – mitsamt seinem Hund niedergebrannt. Nur unzureichend versichert, befindet er sich in einem Rechtsstreit mit seiner Versicherung um eine angemessene Entschädigung für sein Haus. Der erhoffte berufliche Erfolg nach seinem spektakulären Sieg ist ausgeblieben. Kurz nach Hubbards Tod erhält Brigance von diesem einen Brief, der ein handschriftlich verfasstes Testament beinhaltet, das ein zuvor verfasstes Testament widerruft, nach dem all sein Besitz seiner Tochter, seinem Sohn und seinen Enkeln hinterlassen werden sollte.
In seinem neuen Testament legt Hubbard fest, dass seine Kinder komplett leer ausgehen sollen; fünf Prozent hinterlässt er seiner Kirche und fünf Prozent seinem lange verschollenen Bruder, sofern der noch leben sollte. Die restlichen 90 Prozent seines über 20 Millionen Dollar schweren Vermögens will er seiner farbigen Haushälterin Lettie Lang hinterlassen. Weitere Anweisungen in seinem Brief an Brigance schreiben vor, dass das Testament erst nach seiner Beerdigung öffentlich gemacht werden soll, sodass seine Kinder – mit denen er ein gespanntes Verhältnis hatte – gezwungen sind, Trauer vorzuspielen, bevor sie herausfinden, dass sie letztlich nichts bekommen.
Hubbard verlangt von Jake ausdrücklich, das Testament vor Gericht mit allen Mitteln gegenüber seinen gierigen Kindern zu verteidigen, die die Rechtmäßigkeit des neuen Testaments natürlich anfechten werden. Er schreibt, er habe Jake aufgrund seiner Leistungen beim Hailey-Prozess ausgewählt.
Tatsächlich reichen Hubbards Kinder bald Klage gegen das neue Testament ein und berufen sich auf Geschäftsunfähigkeit ihres Vaters zum Zeitpunkt des Verfassens des Testaments. Nach einem harten und ereignisreichen Prozess voller überraschender Wendungen sieht Jake den Prozess schon verloren, als es zur aufsehenerregenden Aussage von Seth Hubbards Bruder Ancil kommt, die erklärt, warum Hubbard das Geld Lettie Lang hinterlassen hat, und was es mit der Platane auf sich hat, an der Hubbard sich erhängt hat:
In den 1930er Jahren wirkte der Vater von Ancil und Seth an dem Lynchmord von Lettie Langs Großvater mit – der an genau dieser Platane vom Mob aufgehängt wurde –, was Ancil und Seth heimlich beobachteten. In der Folge fehlte es der Großmutter von Lettie Lang an einem Versorger. In ihrer Geldnot veräußerte sie das Grundstück der Familie Lang zu einem sehr niedrigen Preis an den Vater von Ancil und Seth. Im Gegenzug versprach Letzterer ihr, dass die Familie weiterhin auf dem Grundstück wohnen dürfe. Doch schon am Tag nach dem Verkauf wurde die Familie Lang mithilfe des örtlichen Sheriffs von dem Grundstück vertrieben. Die Familie Lang war in den Ruin gestürzt.
Seth Hubbard nutzte das von seinem Vater erworbene Grundstück später mehrfach als Hypothek, um mit einem Sägeunternehmen sein beachtliches Vermögen aufzubauen. Er war sich bewusst, dass sein Erfolg teilweise dieser Hypothek geschuldet war. Die Hinterlassenschaft an Lettie Lang war für ihn eine Wiedergutmachung für die Taten seines Vaters.
Nach der Aussage von Ancil Hubbard wird die Klage von den zwölf Geschworenen einstimmig abgewiesen. Allerdings erscheint ein Berufungsprozess sehr wahrscheinlich, weshalb der Richter Reuben Atlee den Parteien einen vernünftigen Vergleich vorschlägt. Tatsächlich sind beide Parteien Letzterem gegenüber positiv eingestellt. Es erscheint sehr wahrscheinlich, dass sie den Vorschlag des Richters annehmen werden.

## Rezeption
Das Buch wurde von den Lesern gut aufgenommen; in der Bestsellerliste der New York Times stand es zeitweise auf Platz eins. In Deutschland stieg es in der Spiegel-Bestsellerliste auf Platz 11 ein. Auch die Kritiken waren überwiegend positiv; so bezeichnet Charlie Rubin in der New York Times Book Review dieses Werk Grishams als „one of his finest“ („eines seiner besten“). John O’Connell schreibt in einer Kritik für den Guardian, dass das Buch ein „solider Justizthriller“ sei, das viel über tief verwurzelte Vorurteile zu sagen habe, aber im Vergleich zu seinem Vorgänger – Das Komplott – enttäusche. Das Hauptproblem von Die Erbin sei die Hauptperson Jack Brigance, die zu makellos geraten sei.
Auch im deutschsprachigen Raum wurde das Buch von Kritikern gut aufgenommen. In einer Rezension in seiner Sendung Druckfrisch bezeichnete Denis Scheck es als „durchdacht konstruierten, souverän erzählten Thriller“ und meinte, wie Grisham „das Trauma der amerikanischen Südstaaten mit einem spannenden Gerichtssaalreißer verwebt“ habe, sei „große Klasse“. Auf der Internetseite des Focus wird gelobt, dass die Zeichnung der Figuren bis in die Nebenfiguren hinein so überzeugend sei wie für Grisham üblich. Nur die Hauptperson Jack Brigance sei „etwas zu selbstlos, bescheiden und frei von Fehlern dargestellt, um noch realistisch zu sein“. Mit dem Buch, in dem es um Rassismus, den Streit zwischen den Generationen, Missgunst und historische Schuld gehe, zeige Grisham, dass er „auch 25 Jahre nach dem Erscheinen von ,Die Jury‘ immer noch ein unübertroffener Meister“ sei.